# Печки санджак
Печкият санджак (на албански: Sanxhaku i Pejës; на турски: İpek sancak; на сръбски: Пећки Санџак) или Санджак Дукагин (до 1877 г.), е османска административно-териториална единица, обхващала днешната област Метохия с Ругова и земята Дукагин – по поречието на Дрин. В този регион се намира Хвостно и седалището на средновековната Печка патриаршия.

## История
Санджакът е създаден през 1455 г. и просъществува като административна единица до края на Балканските войни – 1913 г. До 19 век този санджак се нарича Санджак Дукагин, а със създаването на Косовски вилает (създаден през 1877 г.) наименованието му става Печки санджак.
По време на Балканската война, в края на 1912 г., Печкият санджак е окупиран от Кралство Черна гора и Кралство Сърбия, като двете държави спорят помежду си за владението на града Печ. През 1914 г., със създаването на независима Албания, само малка част от територията на Печкия санджак става част от новосъздаденото Княжество Албания, образувано по силата на Лондонския мирен договор от 1913 г 